# Percy Jocelyn
Percy Jocelyn (29 novembre 1764 – 3 settembre 1843) è stato un vescovo anglicano irlandese.

## Biografia
Percy Jocelyn nacque nel 1764, terzo figlio del conte di Roden Robert Jocelyn e Lady Anne Hamilton. Studiò al Trinity College di Dublino, dove era noto per il suo carattere introverso e studioso.
Dopo la laurea fu nominato rettore di Tamlaght, arcidiacono di Ross (1788-1790), tesoriere di Armagh (1790-1809) e vescovo di Ferns e Leighlin, una carica che mantenne dal 1809 al 1820. Nel 1820 divenne vescovo di Clogher.
Il 19 luglio 1822 fu travolto dallo scandalo quando fu colto in flagrante con i pantaloni abbassati insieme al ventiduenne John Moverley nella taverna di White Lion a Londra. Jocelyn violò la libertà su cauzione e fuggì sotto falso nome in Scozia, dove lavorò come maggiordomo. La corte metropolitana di Armagh lo sollevò in contumacia dall'incarico di vescovo nel 1822 a causa dei "suoi crimini di immoralità, incontinenza, idee, propensioni e pratiche sodomitiche e negligenza nei riguardi dei suoi doveri spirituali, giudiziari e ministeriali".
Undici anni prima l'ex vescovo era stato accusato da James Byrne, il cocchiere del fratello John, di essersi preso delle libertà con lui, ma il prelato aveva usato la sua autorità per denunciare Byrne per calunnia; il cocchiere fu condannato a due anni di reclusione e alla fustigazione. In seguito al processo canonico del 1822, la testimonianza di Byrne fu ripresa in considerazione e la sua condanna del 1811 fu ritenuta un errore giudiziario.
Jocelyn fu il più alto prelato anglicano ad essere coinvolto in uno scandalo omosessuale nel XIX secolo e ciò rese l'ex vescovo protagonista di un gran numero di caricature, satire, limerick e pamphlet. La sua reputazione non si riprese mai dallo scandalo e Jocelyn, sotto lo pseudonimo di Thomas Wilson, visse a Glasgow e poi ad Edimburgo. Morì nel 1843.